# Feedback Analytics
Als englisch feedback analytics (deutsch Rückmeldungsanalyse) wird die Erfassung und Auswertung von Besucher- und Kundenfeedback auf Websites bezeichnet.

## Begriff
feedback analytics wird im englischen Sprachgebrauch als Methode so genannter Customer Feedback Management services (CFM) verwendet und hat seinen Ursprung in den USA. Der Begriff wurde maßgeblich durch kommerzielle Anbieter entsprechender Tools geprägt und wird daher häufig in Zusammenhang mit diesen Anbietern gebraucht.
Zwar gibt es zunehmend auch Anbieter im deutschsprachigen Raum, der Begriff feedback analytics wird jedoch eher selten verwendet. Auch die naheliegende deutsche Übersetzung Feedback-Analyse findet kaum Gebrauch.

## Ziele
Moderne Tools zur Nutzung von feedback analytics ermöglichen es, die Zufriedenheit eines Besuchers auf einer Website zu erfassen und nutzbringende Informationen für den Betreiber zur Verfügung zu stellen. Typische Informationen beziehen sich zum Beispiel auf:
- Allgemeine Zufriedenheit der Besucher mit der Website
- Beurteilung der Besuchers zum Inhalt, Gestaltung und Bedienung der Website
- Meldung von Fehlern (z. B. durch Inkompatibilitäten mit dem verwendeten Webbrowser)
- Vorschläge und Ideen zur Verbesserung der Website
- Fragen des Besuchers zur Website

Ziel ist es nun, die Feedbacks der Besucher auszuwerten und aufgrund dieser Informationen, die Webseite entsprechend zu optimieren. Eine typische Optimierung zielt dabei auf die nutzerorientierte Gestaltung ab, um die Website so zu gestalten, dass sie über eine hohe Gebrauchstauglichkeit (Usability) verfügt.

## Erfassung
Zur Erfassung des Feedbacks wird für gewöhnlich ein so genannter Feedback-Button auf der Website platziert. Dieser Button befindet sich in der Regel am Rand einer Website und öffnet – nach einem Klick – ein Pop-up. Über das anschließend sichtbare Feedback-Formular hat der Besucher der Website die Möglichkeit sein Feedback abzugeben.

## Auswertung
Die Auswertung und Analyse des Feedbacks wird gewöhnlich über webbasierte Tools (Webanwendungen) durchgeführt. Insbesondere kommerzielle Anbieter bieten ihre Tools als Software as a Service (kurz SaaS) an.
Je nach Anbieter bieten sich vielfältige Möglichkeiten zur Auswertung des Feedbacks. Neben grundlegenden Statistiken bieten einige Lösungen eine tiefergehende Analyse der Daten an.

## Nutzung
Feedback analytics wird häufig von Websites mit hoher Nutzerorientierung genutzt. Insbesondere Websites mit wirtschaftlichem Interesse (z. B. Online-Shops) nutzen das Feedback der Besucher, um die Benutzerfreundlichkeit der Website zu optimieren und die Zufriedenheit der Besucher und Kunden zu steigern.

## Datenschutz
Im Gegensatz zur Nutzung von Tools zur Web-Analyse ergeben sich bei der Erfassung und Auswertung von Besucher- und Kundenfeedback keinerlei rechtliche Bedenken. Das Bundesdatenschutzgesetz lässt die Erhebung und die Speicherung von personenbezogenen Daten nur dann zu, wenn dies von einer gesetzlichen Vorschrift explizit erlaubt wird oder eine eindeutige und vorherige Einwilligung des Nutzers vorliegt. Mit Abgabe des Feedbacks durch den Besucher stimmt dieser der Erfassung und Auswertung der entsprechenden Daten zu.